# Češka socijaldemokratska stranka
Češka socijaldemokratska stranka (Česká strana sociálně demokratická , ČSSD) je socijaldemokratska stranka iz Češke. Članica je Socijalističke internacionale i Stranke europskih socijalista. Predsjednik je Bohuslav Sobotka. Boja stranke je narančasta. Prije izbora 2006., boja ove stranke bila je crvena.
Osnovana je 1878. kao dio austrijske socijaldemokracije. Od 1893. je samostalna stranka. S radom je prestala uvođenjem jednostranačkog sustava u Čehoslovačku Socijalističku Republiku 1948., a obnovljena je 1990.
Danas je jedna od najjačih stranaka u Češkoj. U Poslaneckoj sněmovnoj, zastupničkom domu Češkog parlamenta, nakon izbora 2013. drže 50 od 200 zastupničkih mjesta. Od 2012. u Senatu drže apsolutnu većinu s 48 od 81 zastupničkog mjesta.